# Georg Lind
Georg Lind (ur. w 1947 w Gleisweiler, Niemcy,   zm. 30 listopada 2021) – niemiecki psycholog rozwoju moralnego, demokracji i edukacji. Wykładowca na Uniwersytecie w Konstancji. Twórca „Konstanckiej Metody Dyskusji nad Dylematem Moralnym” (KMDD), dwuaspektowej teorii działania moralnego (Dual Aspect-Theory of Moral Behavior), edukacyjnej teorii rozwoju moralnego (Education Theory of Morality) oraz „Testu Osądu Moralnego” (nm. MUT, ang. MJT) – naukowego narzędzia do autoewaluacji metod stosowanych w kształceniu kluczowych kompetencji społecznych (od 2009 roku stosowana jest także polska, certyfikowana przez twórcę wersja testu).

## Życiorys naukowy
Po maturze w 1967 roku (gimnazjum w Weierhof, BRD), Lind studiował psychologię na uniwersytetach w Mannheim, Braunschweigu i Heidelbergu. Dyplom z psychologii uzyskał w 1973 roku, a stopień doktora nauk społecznym w zakresie psychologii w 1984 roku, jako zwieńczenie działalności badawczej w „Sonderforschungsbereich 23 – Bildungsforschung”. Rozprawa doktorska zawiera naukowe podstawy i eksperymentalną dokumentację dwuaspektowej teorii działania moralnego (aspekt kognitywny, tj. kompetencje i aspekt afektywny, tj. orientacje i normy moralne). Dokładnej ekspozycji i korelacyjnemu powiązaniu obu aspektów na poziomie funkcji i rozwoju stymulowanego edukayjnie Georg Lind poświęcił rozprawę habilitacyjną: habilitację uzyskał na katolickim Uniwersytecie Eichstätt na podstawie rozprawy zatytułowanej Ist Moral lehrbar? (1992).
W 1993 roku podjął działalność akademicką na Uniwersytecie w Konstancji, gdzie w 2001 roku otrzymał nominację profesora psychologii. Gastprofesury na Uniwersytecie im. A. Humboldta w Berlinie, na Uniwersytecie w Chicago (USA) i Uniwersytecie w Monterrey (Meksyk). Do 2010 roku (emerytura) Georg Lind kierował katedrą psychologii rozwoju moralnego i psychologii edukacyjnej na Uniwersytecie w Konstancji. Od 1999 roku kieruje programem „Konstanzer Methode der Dilemma Diskussion”: jego metoda stosowana jest w szkolnictwie ponad 40 krajów

## Teoria naukowa i „Konstancka Teoria Dyskusji nad Dylematem Moralnym” (KMDD) ®
Georg Lind jest ceniony w świecie jako twórca „Konstanckiej Metody Dyskusji nad Dylematem Moralnym” (KMDD) oraz „Testu Osądu Moralnego” (MUT, MJT). Badania metodą Linda prowadzone są w placówkach naukowych kilku kontynentów (także w Polsce na UAM), zwłaszcza w krajach pragnących podnosić demokratyczną jakość kształcenia, często deficytową w stosunku do jakości kształcenia naukowo-technicznego. KMDD pozwala fachowo rozwijać kompetencje moralno-dyskursywne i demokratyczne człowieka: jej stosowanie wymaga jednak fachowego przeszkolenia i doświadczenia praktycznego. W Konstancji kilkakrotnie w ciągu każdego roku prowadzone są specjalne warsztaty i szkolenia dla zainteresowanych. Są one wysoce przydatne zwłaszcza dla nauczycieli, wykładowców, personelu instytucji opiekuńczo-wychowawczych i resocjalizacyjnych, a także pracowników zakładów poprawczych, karnych itd.
Koncepcja Georga Linda nawiązuje do teorii cnoty, wedle której umiejętność natury umysłowej (kognitywnej) umożliwia człowiekowi rozumne, adekwatne i sprawne stosowanie norm, zasad i prawa w konkretnych decyzjach i działaniach. Już Sokrates odkrył, że umiejętność tę można doskonalić poprzez dialog; Arystoteles zalecał jej praktyczne używanie jako najlepsze ćwiczenie. Lind z powodzeniem realizuje te założenia w „Metodzie Konstanckiej”. Adaptuje przy tym ideał „wspólnoty komunikacyjnej” Jürgena Habermasa, a także zasadę „learning-by-doing” Johna Deweya; blisko mu do również do teorii Amartyi Sena. W teorii rozwoju moralnego Lind rozwija dwuaspektową teorię zachowania zainicjowaną przez Jeana Piageta i teorię kompetencji sądzenia moralnego według Lawrence’a Kohlberga.
Georg Lind prowadzi również aktywną działalność edukacyjną na uniwersytetach i w szkołach wyższych, w placówkach penitencjarnych i resocjalizacyjnych. W latach 1984–1992 zrealizował projekt „Demokracja i Wychowanie w Szkole” (DES) w Nadrenii-Westfalii. W latach 2006–2009 odbywał program edukacyjny dla oficerów, psychologów i duchownych Bundeswehry. Szczególnie intensywną współpracę naukowo-badawczą i edukacyjną prowadzi z naukowcami z Brazylii, Chin, Kolumbii, Polski, Meksyku, Szwajcarii i USA.

## Pomiar kompetencji moralnych, dyskursywnych, demokratycznych
„Test Osądu Moralnego” (nm. MUT, ang. MJT) stanowi precyzyjne, naukowe narzędzie ewaluacji skuteczności metod edukacyjnych, stosowanych w szkolnictwie. Pozwala mierzyć przy pomocy parametrów ściśle naukowych zależność poziomu kluczowych kompetencji społecznych od jakości (zwłaszcza demokratycznej, dyskursywnej) środowiska edukacyjnego. Certyfikat posiada ponad trzydzieści wersji językowych testu (od 2009 roku stosowana jest także wersja polskojęzyczna).

## Publikacje

### Publikacje książkowe (wybór)
- Ist Moral lehrbar? Ergebnisse der modernen moralpsychologischen Forschung. Logos-Verlag, Berlin 2002. ISBN 3-897-22255-8.
- Moral ist lehrbar. Handbuch zur Theorie und Praxis moralischer und demokratischer Bildung. Wydanie drugie, Oldenbourg, München 2009 (wyd. pierwsze 2003). ISBN 978-3-637-00866-3.
- (wraz z: Hans A. Hartmann & Roland Wakenhut (red. naukowa): Moral Judgment and Social Education. Studies in the Psychology and Philosophy of Moral Judgment and Education. Transaction Publisher, Edison NJ 2010. ISBN 978-1-4128-1339-6.

### Artykuły (wybór)
- Teaching Students to Speak Up and to Listen to Othes: Cultivating moral democratic competencies. W: D.E. Lund & P.R. Carr (red. naukowa), „Doing democracy”. NY – Washington – Berlin – Brussels – Oxford: Peter Lang 2009, ss. 319-335.
- The meaning and measurement of moral judgment competence revisited – A dual-aspect model. W: D. Fasko & W. Wills (red. naukowa): „Contemporary Philosophical and Psychological Perspectives on Moral Development and Education”. Hampton Press, Cresskill. NJ 2008, ss. 185-220.
- (wraz z E. Nowak): Mis-educative martial law – the fate of free discourse and the moral judgment competence of Polish university students from 1977-1983. W: B. Wojciechowski et al. (Eds.), “Between complexity of law and lack of order.” Adam Marszałek Publisher, Toruń 2009, pp. 145-165.
- Die Förderung moralisch-demokratischer Kompetenzen mit der Konstanzer Methode der Dilemma-Diskussion (KMDD). W: B. Latzko & T. Malti (red. naukowa): „Moralentwicklung und –erziehung in Kindheit und Adoleszenz”, Juventa-Verlag, München 2010, ss. 285-302.
- Growth and regression in cognitive-moral development. W: C. Gibb Harding (Ed.), “Moral Dilemmas. Philosophical and Psychological Issues in the Development of Moral Reasoning”. Chicago: Precedent Publ. 1985, ss. 99-114.

### Publikacje Georga Linda dostępne w języku polskim
- Jak uczyć studentów wypowiadania się i słuchania innych? Wzmacnianie kompetencji moralno-demokratycznych. W: K.M. Cern, P.W. Juchacz, E. Nowak (red. naukowa): „Edukacja demokratyczna”, Seria CoOpera, Wydawnictwo Naukowe IF UAM, Poznań 2009, ss. 19-38. ISBN 978-83-7093-305-1.
- Dyskursywna wolność a sąd moralny. O destruktywnym wpływie stanu wojennego na edukację demokratyczną wśród studentów (1977-1983) (wraz z Ewą Nowak). W: K.M. Cern, P.W. Juchacz, E. Nowak (red. naukowa): „Edukacja demokratyczna...”, j.w., ss. 129-152.
- Dyskusja konstancka jako metoda edukacyjna w grupach wysokiego ryzyka (wraz z Kayem Hemmerlingiem i Matthiasem Scharlippem). W: j.w., ss. 153-164.

### Publikacje polskojęzyczne o metodzie Georga Linda
- Ewa Nowak: Ethics in Progress (e-book). Seria e-CoOpera, Wydawnictwo Naukowe IF UAM, Poznań 2010, ISBN https://repozytorium.amu.edu.pl/jspui/handle/10593/592
- Ewa Nowak: Ile znaczą kompetencje moralno-dyskursywne dla demokracji? W: K.M. Cern, P.W. Juchacz, E. Nowak (red. naukowa), „Etyka życia publicznego”, seria CoOpera, Wydawnictwo Naukowe IF UAM, Poznań 2009, ss. 31-42. ISBN 978-83-7092-306-8.
- Iuliana Lupu: Demokracja, moralność, religia i wykształcenie. W: K.M. Cern, P.W. Juchacz, E. Nowak (red. naukowa): „Edukacja demokratyczna”, seria CoOpera, Wydawnictwo Naukowe IF UAM, Poznań 2009, ss. 165-178.
- Karolina M. Cern, Ewa Nowak: Ethos w życiu publicznym. PWN, Warszawa 2008.

### Obcojęzyczne publikacje o metodzie Georga Linda (wybór)
- A.L. Comunian & U.P. Gielen: Promotion of moral judgment maturity through stimulation of social role-taking and social reflection: an Italian intervention study. Journal of Moral Education, 35 (1), 51-69.
- B. Duriez & B. Soenens: Religiosity, moral attitudes and moral competence: A critical investigation of the religiosity-morality relation. International Journal of Behavioral Development, 30 (1), 76-83.
- M.L. Gross: Ethics and activism: The theory and practice of political morality. Cambridge University Press, Cambridge MA 1997.
- H. Haste: An interview with Georg Lind. International Journal of Group Tensions, 31 (2), 2002, 187-215.
- S. Kim: Semiotic mediation and social meditation. The basics of growth in moral judgment competence. Saarbrücken: Verlag Dr. Müller 2008.
- T. Krämer-Badoni, R. Wakenhut: Morality in the military life-world. W: G. Lind, H.A. Hartmann & R. Wakenhut (red. naukowa): „Moral development and the social environment. Studies in the philosophy and psychology od moral judgment and education”, Transaction Publisher: Eding NJ 2010, ss. 205-220.
- K. Prehn, I. Wartenburger, K. Mériau, C. Scheibe,. O.R. Goodenough, A. Villringer, E. van der Meer, H.R. Heekeren: Influence of individual differences in moral judgment competence on neural correlates of socio-normative judgments. Social Cognitive and Affective Neuroscience, 3 (1), 2008, 33-46.
- D.H. Roberts & J.P. Koeplin: Impact of cognitive moral judgment ability on knowledge of red flags. With Diane H. Roberts Research on Accounting Ethics, Vol. 8, 2002, 125-143.
- M. Schillinger: Learning environment and moral development. How university education fosters moral judgment competence in Brazil and two German-speaking countries. Shaker Verlag: Aachen 2006.
- S. Weiß & K. Zierer: Der MUT (Moralisches Urteil-Test). W: K. Zierer (red. naukowa), Kompendium „Schulische Werteerziehung”, Baltmannsweiler Schneider Verlag, Hohengehren, ss. 238-246.